# Naisten Ykkönen
Naisten Ykkönen é o segundo nível futebol feminino na Finlândia. O campeonato é realizado pela Associação de Futebol da Finlândia. O campeão é promovido a Kansallinen Liiga, o segundo colocado disputa um play-off com a penúltima equipe do primeiro nível para ver com quem fica a vaga para o Campeonato Finlandês de Futebol Feminino da próxima temporada. Os dois últimos colocados são rebaixados para a Naisten Kakkonen.

## Clubes participantes em 2021
Clubes que participarão da temporara 2021:
| Clubes  | Local          | Estádio                 |
| ------- | -------------- | ----------------------- |
| EBK     | Espoo          | Keski-Espoo 1 TN        |
| HauPa   | Haukipudas     | Länsituuli TN           |
| Ilves 2 | Tampere        | Kauppi 3 TN             |
| NPS     | Nurmijärvi     | Klaukkala TN            |
| ONS     | Oulu           | Castren TN              |
| P-Iirot | Rauma          | Äijänsuon stadion       |
| PKKU    | Kerava/Tuusula | Tuusula Urheilupuiston  |
| RoPS    | Rovaniemi      | Rovaniemen keskuskenttä |
| TPS     | Turku          | Yläkenttä KHT           |
| TuWe    | Turku          | Raunistula KHT          |
| VIFK    | Vaasa          | Elisa Stadion           |
| VJS     | Vantaa         | Myyrmäki Stadion        |

## Campeões
- 1984: HerTo
- 1985: ?
- 1986: KontU
- 1987: KyIF
- 1988: ?
- 1989: ?
- 1990: ?
- 1991: ?
- 1992: ?
- 1993: ?
- 1994: ?
- 1995: ?
- 1996: ?
- 1997: JyPK
- 1998: PU-62
- 1999: ?
- 2000: ?
- 2001: ?
- 2002: FC Honka
- 2003: TiPS
- 2004: FC Sport
- 2005: Åland United
- 2006: PuiU
- 2007: NiceFutis
- 2008: FC United
- 2009: PK-35 Vantaa
- 2010: JyPK
- 2011: ONS
- 2012: GBK
- 2013: Merilappi United
- 2014: Ilves
- 2015: TiPS
- 2016: GBK
- 2017: TiPS
- 2018: IK Myran
- 2019: PK-35 Vantaa
- 2020: HPS